# Gaztelu
Gaztelu è un comune spagnolo di 152 abitanti situato nella comunità autonoma dei Paesi Baschi.
Il comune venne creato nel 1996 come distaccamento da Leaburu.